# ليلاند إي. مولدر
ليلاند إي. مولدر (بالإنجليزية: Leland E. Mulder)‏ هو سياسي أمريكي، ولد في 9 يونيو 1925، وتوفي في 1993. حزبياً، نشط في الحزب الديمقراطي. وقد انتخب عضو جمعية ولاية ويسكونسن.